# Tavazzano con Villavesco
Tavazzano con Villavesco est une commune italienne de presque 6 000 habitants de la province de Lodi, en Lombardie.

## Géographie
Le village se trouve à 12 kilomètres au nord de son chef-lieu, sur la route de Milan, sur la Via Emilia.

## Histoire
Un petit village rural (Villavesco) appartenant à l'évêque de Lodi, d'où son nom Villa del Vescovo (Ville de l'Évêque), a existé des siècles durant. C'est seulement après que le nom a été abrégé en Villavesco.
Au Moyen Âge, le village est devenu propriété de la famille Salerano (1189) et, ensuite, il appartint aux Buttintrocca (1657), et aux Rezzonico, jusqu'en 1796. Il fallut attendre la Seconde Guerre mondiale, pour qu'en raison de facilités logistiques, le village commence à s'agrandir à Tavazzano, ce qui entraîna le déplacement de l'hôtel de ville dans les années 1960.
Le petit village, alors devenu Tavazzano con Villavesco, a maintenu ses deux paroisses distinctes. Dans les années 1990, la paroisse de Villavesco a perdu son curé, et ne sont restés que les deux prêtres de Tavazzano pour exercer leur ministère.

## Autres images

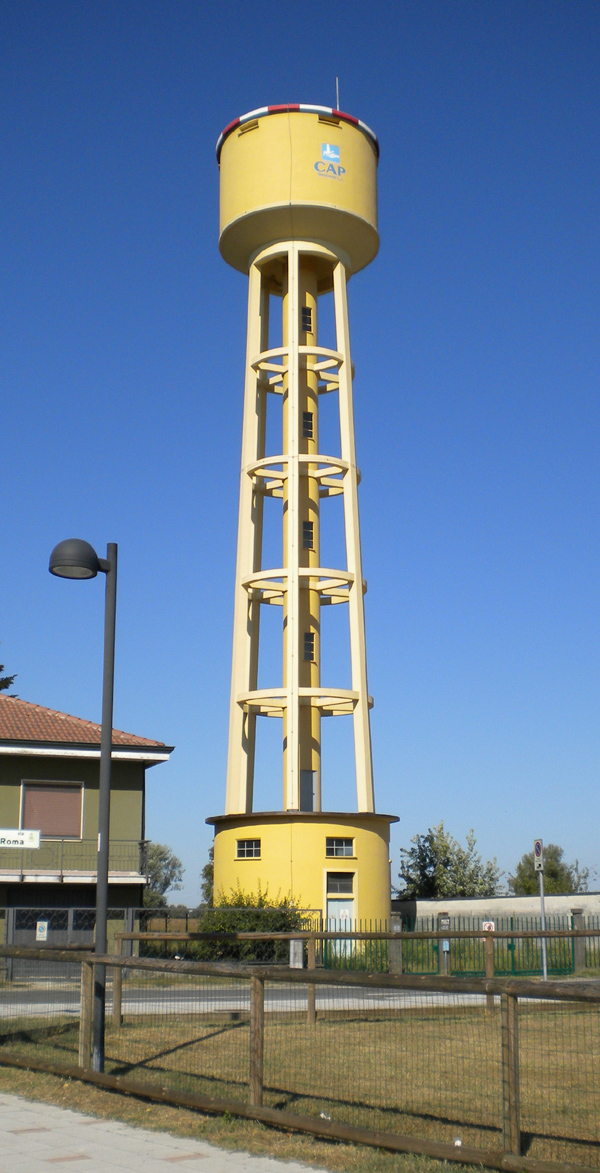
L'aqueduc.
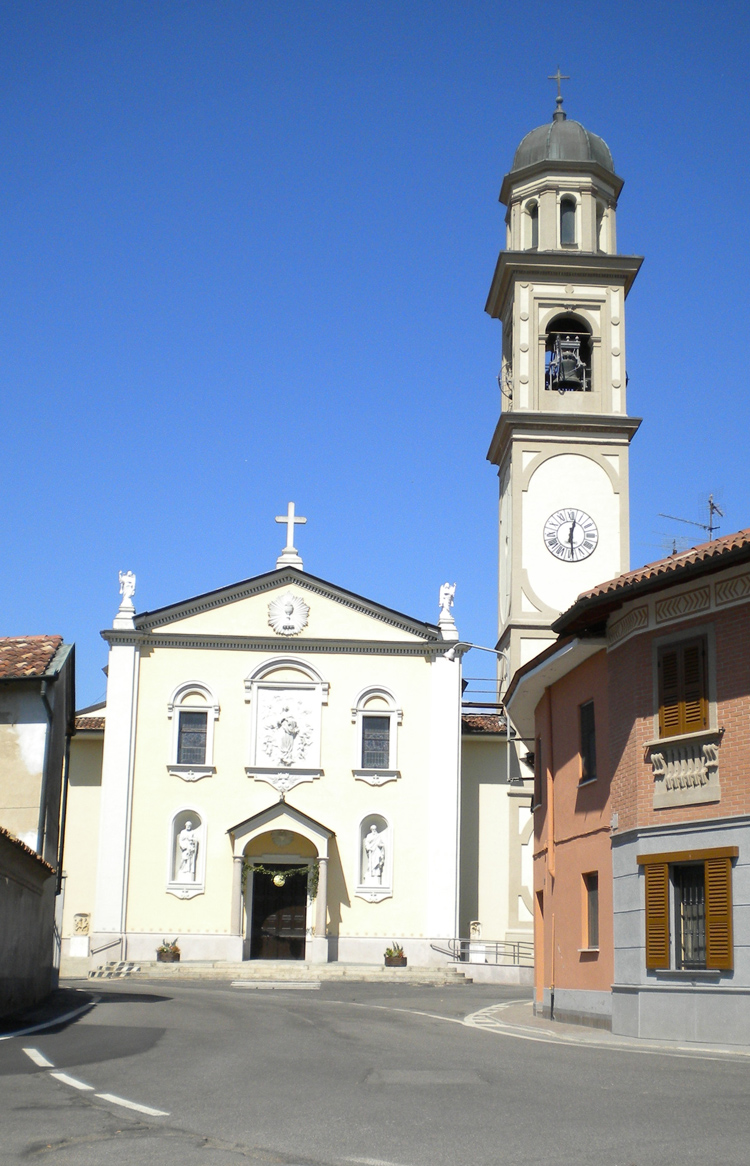
L'église de Villavesco.

## Économie
L'économie est principalement fondée sur une usine thermoélectrique, l'une des plus grandes d'Italie, où travaillent 263 personnes.

## Culture
Cette commune a 5 églises: l'ancienne de Tavazzano (de 1627), aujourd'hui désaffectée; l'église paroissiale a été construite en 1947, et possède des peintures du maître Alfredo Pettinari (dans l'abside la belle Cène de 2001) ; l'église de Villavesco date de 1630. Il y a également deux petites églises dans les hameaux Modignano (XVIe siècle) et Ca' de Zecchi, désaffectées elles aussi.
Il y a aussi un monument dédié à la Paix.

## Administration
Il y a un important gymnase et un stade au village.
| Période                                  | Période  | Identité       | Étiquette     | Qualité |
| ---------------------------------------- | -------- | -------------- | ------------- | ------- |
| 8 juin 2009                              | En cours | Giuseppe Russo | Liste Civique |         |
| Les données manquantes sont à compléter. |          |                |               |         |

### Hameaux
Villavesco, Modignano, Ca' de Zecchi.

### Communes limitrophes
Mulazzano, Casalmaiocco, Lodi, Montanaso Lombardo, Sordio, San Zenone al Lambro, Lodi Vecchio